# Dischistus dayas
Dischistus dayas är en tvåvingeart som först beskrevs av Seguy 1930.  Dischistus dayas ingår i släktet Dischistus och familjen svävflugor.
Artens utbredningsområde är Algeriet. Inga underarter finns listade i Catalogue of Life.